# Sự cố đám đông chèn ép

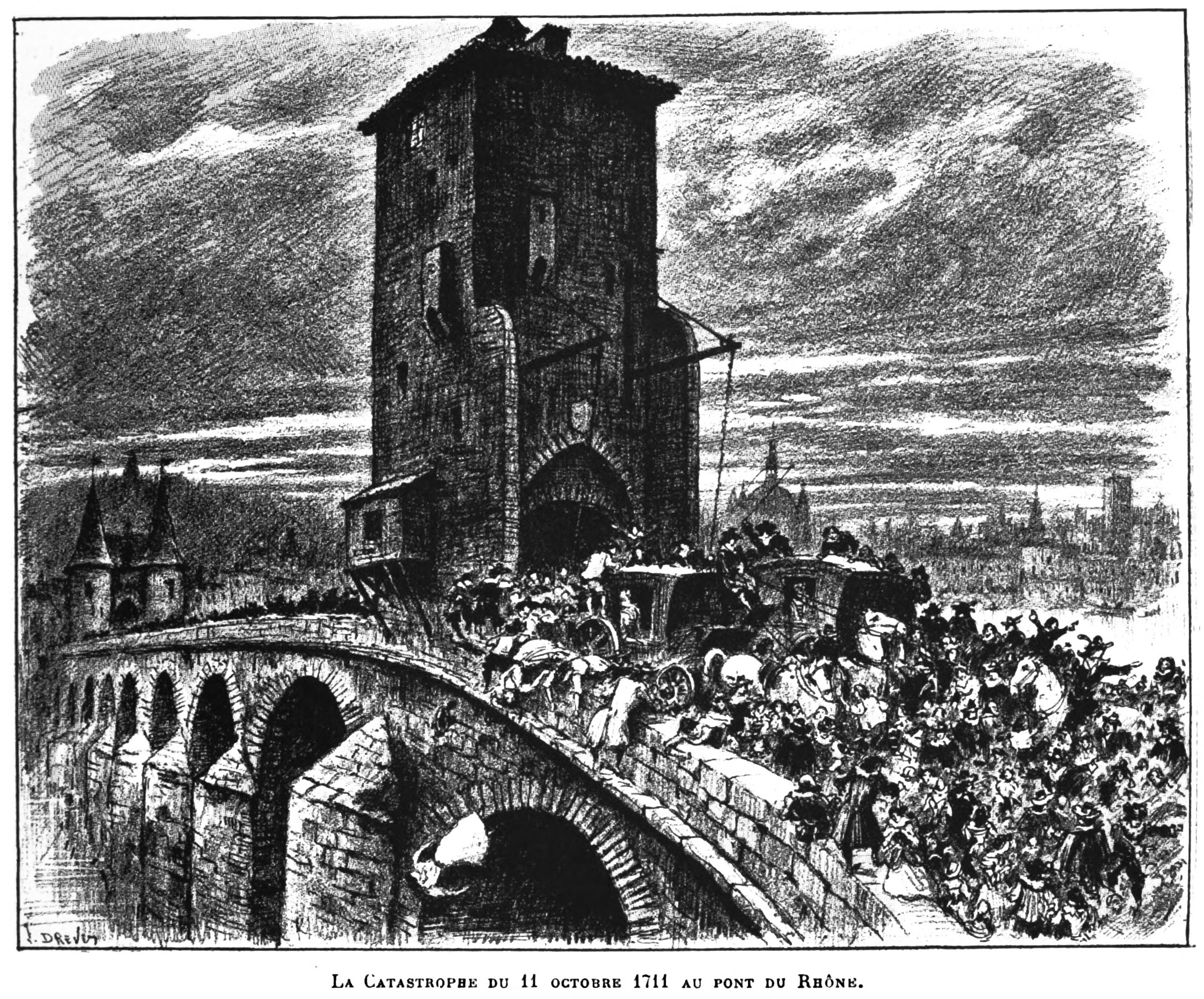
Thảm họa cầu Lyon, 1711

Sự cố đám đông chèn ép (sự cố đám đông đè ép hay đám đông xô đẩy, chen lấn) là một loại sự cố thảm khốc xảy ra khi một khối người tụ tập trở nên quá đông đúc đến mức nguy hiểm. Khi một lượng người đạt đến hoặc vượt quá mật độ từ 4 đến 5 người trên một mét vuông (0,37 đến 0,46/foot vuông), nó sẽ gây áp lực lên mỗi cá nhân, có thể khiến đám đông tự ngã và đè lên chính họ, hoặc trở nên đông đúc đến mức các cá nhân bị nghiền nát và ngạt thở. Với mật độ như thế, một đám đông có thể bắt đầu hành xử như một khối chất lỏng, cuốn theo các cá nhân xung quanh mà không theo chủ ý của họ. Những sự cố như vậy luôn là kết quả của việc tổ chức thất bại, và hầu hết các thảm họa đám đông lớn có thể được ngăn chặn bằng các chiến lược quản lý đám đông đơn giản. Những sự cố như vậy có thể xảy ra tại các cuộc tụ họp lớn như sự kiện thể thao, thương mại, xã hội hoặc tôn giáo, mặc dù yếu tố quan trọng là mật độ đám đông chứ không phải quy mô đám đông. Người ta ước tính rằng khoảng 66.000 người đã bị thương trong các sự cố đổ vỡ và đè bẹp đám đông từ năm 1992 đến 2002, mặc dù một số nhà khoa học về đám đông cho rằng đây là đánh giá thấp hơn thực tế.
Theo chuyên gia về an toàn đám đông, G. Keith Still, đồng thời là giáo sư môn khoa học đám đông tại Đại học Suffolk Anh, loại sự cố này được mô tả là "đám đông chèn ép" (tiếng Anh: crowd crush) hay "đám đông di chuyển nhanh chóng, một cách đột ngột" (surge), nhưng đây không phải là giẫm đạp (stampede).

## Lịch sử
Một nghiên cứu đã tính toán rằng có 232 người chết và hơn 66.000 người bị thương trong vòng 10 năm, từ năm 1992 đến năm 2002, và các nhà khoa học tin rằng những sự cố như vậy đều được báo cáo rất ít và tần suất ngày càng tăng. Một ước tính là chỉ có 1/10 thương tích đám đông xảy ra trong các buổi hội chợ giảm giá sốc được báo cáo, trong khi nhiều trường hợp, nếu không muốn nói là hầu hết các trường hợp chấn thương tại các buổi hòa nhạc rock không được báo cáo.

## Cơ chế
Một cá nhân trung bình chiếm một diện tích trên mặt sàn có hình bầu dục khoảng 30 cm × 60 cm (12 in × 24 in), hoặc 0,14 mét vuông (1,5 foot vuông) và ở mật độ từ 1 đến 2 người trên một mét vuông, các cá nhân có thể di chuyển tự do mà không phải tiếp xúc nhau. Ngay cả khi mọi người đang di chuyển nhanh, ở mật độ này vẫn có thể tránh được chướng ngại vật và khả năng xảy ra sự cố liên quan đến đám đông là rất ít. Ngay cả với mật độ 3 đến 4 người trên mét vuông thì rủi ro vẫn còn thấp; tuy nhiên với mật độ từ 5 người trên một mét vuông thì khả năng di chuyển của các cá nhân trở nên hạn chế, trong khi ở mật độ cao hơn nữa (6 đến 7 người trên mét vuông), các cá nhân bắt đầu chèn ép vào nhau và không thể tự di chuyển theo ý muốn của riêng họ. Tại thời điểm này, một đám đông có thể bắt đầu có tính chất giống như một khối chất lỏng, các cá nhân di chuyển bởi áp lực của những người xung quanh, và các làn sóng xung kích có thể truyền qua đám đông khi áp lực trong đám đông thay đổi. Điều này có thể rất nguy hiểm, mặc dù trong một số trường hợp, trải nghiệm này lại được mong muốn xuất hiện, chẳng hạn như tại các buổi hòa nhạc rock hoặc các trận đấu bóng đá, nơi mà sự phấn khích, tình bạn thân thiết với nghĩa đen là "hòa theo dòng chảy" là một một phần thiết yếu của trải nghiệm, và các hoạt động như khiêu vũ và lễ hội Hồi giáo là phổ biến. Mối nguy hiểm vốn có trong những trường hợp này là đám đông sẽ tự ngã ra và đè lên chính họ, hoặc trở nên đông đúc đến mức các cá nhân bị ép bẹp và ngạt thở.

## Đám đông ngã đổ

Đám đông ngã xuống theo cơ chế tương tự hiệu ứng domino

Sự ngã đổ của đám đông xảy ra khi một đám đông quá dày đặc đến mức mỗi cá nhân luôn phải va chạm vào những người khác xung quanh và bị những người xung quanh tác động. Điều này có thể xảy ra cho dù đám đông đang di chuyển hay đứng yên. Nếu một người sau đó bị ngã xuống, một khoảng trống sẽ xuất hiện và sự dựa vào lẫn nhau cho những người xung quanh sẽ mất đi, trong khi áp lực từ những người ở xa hơn vẫn còn, khiến mọi người rơi vào khoảng trống đó. Quá trình này sau đó tiếp tục lặp lại, tạo ra một khoảng trống lớn hơn, và sẽ tiến triển cho đến khi áp lực giảm bớt: trong khi đó những người bị ngã có nguy cơ bị đè bẹp bởi sức nặng của các cơ thể người khác đè lên, hoặc bị giẫm đạp khi đám đông quét qua họ. Một ví dụ về sự ngã đổ liên hoàn của đám đông là vụ giẫm đạp Mina năm 2015 ở Mecca, Ả Rập Saudi trong lễ Hajj, nơi hơn 2.400 người được báo cáo là đã chết.

## Đám đông chèn ép

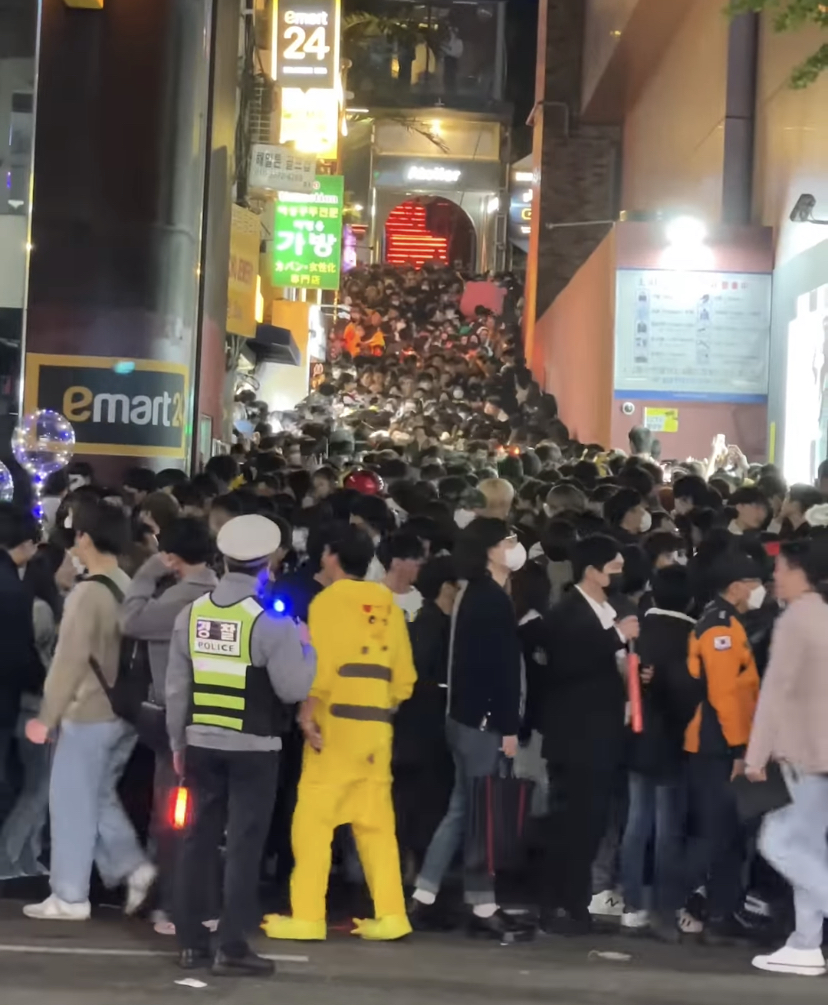
Đám đông với mật độ đặc biệt dày đặc là nguyên nhân chính gây nên sự cố này. Trong ảnh là đám đông trong con hẻm vào buổi tối ngay trước thời điểm xảy ra Vụ giẫm đạp Halloween tại Itaewon

Ở mật độ thậm chí còn cao hơn (lên đến 9 người trên một mét vuông) một đám đông có thể trở nên đông đúc đến mức mọi người bị đè ép vào nhau đến mức không còn thở được và bị ngạt thở. Những đám đông như vậy có thể xảy ra khi một đám đông đang di chuyển bị dồn vào một không gian nhỏ hơn, hoặc khi nó gặp chướng ngại vật (chẳng hạn như ngõ cụt, hoặc cánh cửa bị khóa), hoặc khi một đám đông vốn đã đông đúc lại có thêm một dòng người dồn vào, gây ra một làn sóng áp lực đối với những người đang ở phía trước đám đông. Trong tình huống này, những người mới đi vào có thể không biết ảnh hưởng đến những người phía trước và vẫn tiếp tục chen vào. Ví dụ về sự chèn ép, đè nát đám đông là thảm họa Hillsborough ở Sheffield, South Yorkshire, Anh năm 1989 và thảm họa Love Parade ở Duisburg, North Rhine-Westphalia, Đức năm 2010.

## Nguyên nhân gây chết
Trong các sự cố sụp đổ và đè bẹp đám đông, nguyên nhân tử vong phổ biến nhất là ngạt thở, gây ra bởi nhiều người xếp chồng đè lên nhau theo chiều thẳng đứng, hoặc do ép theo chiều ngang, khi mọi người chèn ép nhau hoặc phải chống lại một rào cản kiên cố nào đó. Nạn nhân cũng có thể bị gãy xương do áp lực, hoặc bị chấn thương do giẫm đạp, khi một đám đông tràn qua họ nơi họ đang nằm.

## Phòng tránh
Người ta tin rằng hầu hết các thảm họa đám đông lớn có thể được ngăn chặn bằng các chiến lược quản lý đám đông đơn giản. Có thể ngăn chặn các vụ va chạm bằng cách tổ chức và kiểm soát giao thông, chẳng hạn như các rào cản. Mặt khác, các rào cản trong một số trường hợp có thể dồn đám đông đến một khu vực đã chật cứng, chẳng hạn như trong thảm họa Hillsborough. Do đó, rào cản có thể là một giải pháp trong việc ngăn chặn hoặc là yếu tố chính gây ra sự đè nát. Một vấn đề là thiếu phản hồi từ những người bị đè bẹp bởi đám đông đang áp sát phía sau - thay vào đó, phản hồi có thể được cung cấp bởi cảnh sát, nhà tổ chức hoặc những người quan sát khác, đặc biệt là những người quan sát từ trên cao, chẳng hạn như trên sân ga hoặc trên lưng ngựa, những người có thể quan sát đám đông và sử dụng loa để giao tiếp và chỉ đạo một đám đông. Trong một số trường hợp, có thể thực hiện các biện pháp đơn giản như truyền chuyển động ra bên ngoài theo thời gian.
Một yếu tố có thể góp phần gây ra vụ đè nát là các nhân viên an ninh thiếu kinh nghiệm, cho rằng hành vi của mọi người trong một đám đông dày đặc là tự ý và nguy hiểm, và bắt đầu áp dụng vũ lực hoặc ngăn cản mọi người di chuyển theo các hướng nhất định. Trong thảm họa Hillsborough năm 1989, một số cảnh sát và quản lý quá lo lắng về những gì họ cho là có tính chất côn đồ đến mức họ đã có những hành động thực sự khiến vấn đề trở nên tồi tệ hơn.
Có nguy cơ bị nghiền nát khi mật độ đám đông vượt quá khoảng bốn người trên một mét vuông. Đối với một người trong đám đông, một tín hiệu nguy hiểm và một lời cảnh báo hãy ra khỏi đám đông nếu có thể, là cảm giác bị chạm vào cả bốn phía. Cảnh báo muộn hơn, nghiêm trọng hơn, là khi một người cảm thấy sóng xung kích truyền qua đám đông, do những người ở phía sau đẩy về phía trước chống lại những người ở phía trước mà không có nơi nào để đi. Keith Still thuộc Nhóm Kỹ thuật An toàn Phòng cháy, Đại học Greenwich, cho biết “Hãy chú ý đến môi trường xung quanh bạn. Nhìn thẳng. Lắng nghe tiếng ồn của đám đông. Nếu bạn bắt đầu thấy mình nằm trong đám đông đang gia tăng, hãy đợi cho sự gia tăng đó đến, đi cùng với nó và đi ngang. Hãy tiếp tục di chuyển theo nó và dịch sang một bên, tiếp tục theo nó và dịch sang một bên."
Sau Thảm họa Victoria Hall ở Sunderland, Anh vào năm 1883 khiến 183 trẻ em thiệt mạng, một đạo luật đã được thông qua ở Anh yêu cầu tất cả các địa điểm vui chơi giải trí công cộng phải trang bị cửa thoát hiểm luôn mở hướng ra phía ngoài, ví dụ như sử dụng chốt thanh chống va chạm có thể mở khi đẩy ra. Các thanh chống va chạm được yêu cầu bởi các tiêu chuẩn xây dựng khác nhau.

## Các ví dụ về đám đông chèn ép
- Ngày 6 tháng 6 năm 1941: trong Thế chiến II Nhật Bản ném bom Trùng Khánh, Trung Quốc, 1.000 người đã thiệt mạng trong một vụ giẫm đạp tại đường hầm Jiaochangkou, một lối vào hầm trú ẩn của cuộc không kích.[19]
- Ngày 5 tháng 3 năm 1953: Giẫm đạp Lễ tang Joseph Stalin ở Moscow, Liên Xô: Trong nỗ lực của công chúng để bày tỏ lòng kính trọng trước quan tài của Joseph Stalin, một số người chết không xác định khi họ bị đám đông đông đúc đè bẹp và giẫm đạp.[14] Nikita Khrushchev đưa ra ước tính có 109 người chết trong đám đông.[20]
- Ngày 2 tháng 1 năm 1971: Thảm họa Ibrox năm 1971 ở Glasgow, Scotland: 66 người chết và 200 người bị thương khi cố gắng rời khỏi một trận đấu bóng đá ở Old Firm. Gần một nửa số nạn nhân dưới 20 tuổi.
- Ngày 15 tháng 4 năm 1989: Thảm họa Hillsborough ở Sheffield, Nam Yorkshire, Anh: 97 người thiệt mạng và 766 người bị thương khi dòng người hâm mộ bóng đá chen chúc nhau trên các sân hiên đứng nhằm giảm bớt tình trạng quá tải bên ngoài.
- Ngày 4 tháng 2 năm 2006: Giẫm đạp tại Sân vận động PhilSports: 73 người thiệt mạng và khoảng 400 người bị thương trong một vụ giẫm đạp ở Pasig, Philippines. Khoảng 30.000 người đã tập trung bên ngoài sân vận động để chờ đợi tham gia vào tập kỷ niệm đầu tiên của chương trình truyền hình tạp kỹ Wowowee trước đây.[21][22]
- Ngày 22 tháng 11 năm 2010: Thảm họa giẫm đạp ở Phnom Penh khiến 347 người thiệt mạng và 755 người bị thương trong một sự cố náo loạn trong Lễ hội nước Khmer tại Phnôm Pênh, Campuchia.
- Ngày 1 tháng 2 năm 2012: Bạo loạn Sân vận động Port Said khiến 73 người thiệt mạng và 500 người bị thương do giẫm đạp.[23]
- Ngày 31 tháng 12 năm 2014: Giẫm đạp năm 2014 tại Thượng Hải: 36 người thiệt mạng và 47 người bị thương ở Thượng Hải, Trung Quốc trong lễ mừng năm mới.[24]
- Ngày 24 tháng 9 năm 2015: Vụ giẫm đạp Hajj năm 2015: Ít nhất 2.177 người bị đè chết và 934 người bị thương tại lễ hội Hajj hàng năm ở Mecca, Ả Rập Xê Út.[25]
- Ngày 3 tháng 6 năm 2017: Giẫm đạp năm 2017 ở Turin: 2 người thiệt mạng[26] và hơn 1.500 người bị thương khi cơn hoảng loạn bùng lên trong buổi công chiếu trận Chung kết UEFA Champions League 2017 tại Turin, Ý.[27]
- Ngày 7 thàng 1 năm 2020: Lễ tang Qasem Soleimani, Kerman, Iran: 56 người chết và hơn 200 người bị thương sau một vụ giẫm đạp trong lễ tang của tướng quân đội Iran Qasem Soleimani.[28]
- Ngày 22 tháng 8 năm 2020: Vụ giẫm đạp ở Los Olivos ở Lima, Peru: ít nhất 13 người chết và 6 người bị thương trong vụ giẫm đạp do cảnh sát truy quét một tụ điểm bất hợp pháp tại một hộp đêm trong đại dịch COVID-19 ở Peru.[29]
- 30 tháng 4 năm 2021: Giẫm đạp Meron 2021, Meron, Israel: ít nhất 45 người chết và 150 người bị thương trong một buổi lễ tôn giáo.[30]
- Ngày 5 tháng 11 năm 2021: Vụ sụp đổ đám đông Lễ hội Astroworld ở Houston, Texas, Hoa Kỳ: 8 người chết và 300 người bị thương trong một lễ hội âm nhạc trong buổi biểu diễn của rapper Travis Scott.[31] Hai người nữa chết vì vết thương nhiều ngày sau đó.[32]
- Ngày 1 tháng 10 năm 2022: Thảm họa sân vận động Kanjuruhan ở Malang, Đông Java, Indonesia: 133 người chết và 583 người bị thương.[33][34]
- Ngày 29 tháng 10 năm 2022: Vụ giẫm đạp Halloween ở Itaewon, Seoul, Hàn Quốc. Ít nhất 156 người thiệt mạng và 172 người bị thương.[35][36][37][38]